# Beautiful Girl
Beautiful Girl è un brano musicale di George Harrison dell'LP Thirty-Three & 1/3 (1976).

## Il brano

### Storia e composizione
Come ricordato dal suo autore sulla sua autobiografia I, Me, Mine (1980), il musicista iniziò a scrivere Beautiful Girl nel corso delle sessioni per l'eponimo album di Doris Troy pubblicato dalla Apple Records, che iniziarono nell'ottobre 1969. Prodotto da Troy e da George Harrison, sull'LP suonarono anche Ringo Starr, Billy Preston e Stephen Stills; quest'ultimo, una sera prestò la sua chitarra a 12 corde di ottima qualità al "beatle tranquillo", che compose su di essa la melodia di questa canzone. Ispirata da sua moglie, Pattie Boyd, Harrison non riuscì, per il momento, ad andare oltre alla prima strofa del brano.
Dopo aver provinato il pezzo all'inizio della lavorazione sull'album All Things Must Pass nel maggio 1970, Harrison si scordò, momentaneamente, del pezzo, che finì di scrivere nel 1976, quando oramai si era separato dalla Boyd e conviveva con Olivia Trinidad Arias, sua futura moglie. Questa, segretaria della A&M Records, casa discografica che distribuiva, come sotto-etichetta, la Dark Horse Records di Harrison, era stata incontrata dal chitarrista nell'ottobre 1974 in un festino a Los Angeles, poco tempo dopo la separazione dalla prima moglie; i due si conoscevano già telefonicamente, poiché si sentivano quotidianamente, e, da queste conversazioni, Harrison era rimasto affascinato, tanto che chiese ad un suo amico di procurarsi una sua fotografia, e, nel party, ci fu un "amore a prima vista", e presto la coppia divenne inseparabile. Olivia, anch'essa interessata all'Induismo come il futuro marito, aiutò il musicista a riprendersi dopo il suo controverso tour del 1974 con Ravi Shankar, in cui lo aveva accompagnato; in particolare, lo assistette nella sua disintossicazione dall'alcol, che aveva causato, a metà 1976, un'epatite quasi fatale.
Una volta ultimato il testo, Harrison indicò come musa principale Olivia; infatti, le liriche descrivono il senso di libertà e relax che avevano rimpiazzato la tensione e le sue limitazioni della sua parte di vita precedente, rendendo la canzone un ovvio esempio della gratitudine di George verso la donna. La struttura di Beautiful Girl, come osservato dal suo biografo Simon Leng, è tipica per George Harrison, e ricorda Isn't It a Pity, Beware of Darkness e Give Me Love. In seguito, altre canzoni della discografia harrisoniana dedicate alla Arias sono Dark Sweet Lady e Your Love Is Forever, entrambe contenute sull'album George Harrison (1979), pubblicato nel 1979.

### Registrazione
Alla presenza del co-produttore Phil Spector, George Harrison incise una prima versione, assieme a tutte le altre ipotizzate per l'inclusione su All Things Must Pass, il 20 maggio 1970. Il musicista si esibì su una chitarra acustica, suonando un brano non terminato, senza ancora nemmeno un titolo, in cui ripeteva la prima strofa e canticchiava il bridge. Con molti altri pezzi apparsi sul "triplo nero" ed altri esclusi e mai più ripubblicati, come Cosmic Empire e Mother Divine, questa early version è stata inclusa su bootleg come Beware of ABKCO! (1998).
Le sessioni di registrazione per Thirty-Three & 1/3, il primo album di Harrison per la Dark Horse Records, iniziarono a fine maggio 1976 e si tennero al F.P.S.H.O.T., il suo studio personale, situato in un'ala del suo castello a Friar Park, presso Henley-on-Thames. Nella traccia di base di Beautiful Girl suonano, assieme a lui, il bassista Willie Weeks, Alvin Taylor alla batteria ed, alle tastiere, Richard Tee e, forse, Gary Wright. In seguito, nel mezzo del suo tour con i Rolling Stones, Billy Preston sovraincise una sua esecuzione alle tastiere, delle "fluttuanti linee d'organo", come descritte da Lindsay Planer su AllMusic; il pianista apparve, nell'LP, anche su This Song e See Yourself, i due brani successivi a questo. Assente su questa traccia, il sassofonista di impronta jazz Tom Scott fu l'assistente produttore per l'album. Harrison, ripresosi da un'epatite, sovraincise, oltre a varie parti di chitarra ritmica, anche due di slide guitar, dando alla canzone, con l'assolo, un sound molto harrisoniano.

### Pubblicazione ed accoglienza
Thirty-Three & 1/3 doveva essere originariamente pubblicato a fine giugno 1976, venendo distribuito dalla A&M Records, ma l'epatite di George Harrison ritardò molto le sedute, per cui il 33 giri era stato appena iniziato per quella data. Con vari problemi legali, alla fine il long playing, assieme a tutta la Dark Horse Records, venne distribuito dalla Warner Bros. e pubblicato a novembre di quell'anno. In esso, Beautiful Girl è la terza traccia, ed è posta tra Dear One, dedicata a Paramahansa Yogananda, e lo scherzoso singolo This Song, riguardante i suoi problemi legali.
I recensori videro Thirty-Three & 1/3 come un ottimo ritorno discografico per il chitarrista, dopo gli ultimi suoi album, Dark Horse (1974) ed Extra Texture (1975), che ricevettero critiche molto pesanti. Secondo i critici, Beautiful Girl rappresenta il ritorno di un Harrison melodico, sempre guardando i due precedenti LP; è stata descritta da Nicolas Schaffner come una traccia che poteva benissimo essere un capolavoro presente nell'album Rubber Soul (1965) dei Beatles. Intervistato dal Melody Maker, dello stesso parere si è rivelato Ray Coleman, che ha anche aggiunto lodi alle parti vocali di George, sintetizzando che si tratta di un numero ben costruito. Inoltre, chiarire|Ian Inglis ha aggiunto che la melodia, con le varie armonie, ed i saltellanti assoli di chitarra ricordano le semplici ballate composte da lui e da Paul McCartney per il White Album (1968) e per Abbey Road (1969), ed è stata considerata da AllMusic, per penna di Lindsay Planer, come una canzone bellissima con anche un buon testo. Simon Leng ha aggiunto, circa l'influenza dei Fab Four sul pezzo, che si sente anche il cambiamento che il chitarrista ha avuto negli anni settanta rispetto al decennio precedente, affermando anche che è una composizione in cui la melodia è mostrata benissimo, come forse mai nella discografia harrisoniana. Infine, Elliot Huntley ha scritto che la traccia presenta un'incantevole melodia, e fa notare quanto la versione definitiva sia cambiata dal demo; la prima la considera un masterpiece, reso ancora migliore dall'assolo di chitarra

## Formazione
- George Harrison: voce, chitarra ritmica, slide guitar
- Willie Weeks: basso elettrico
- Richard Tee: pianoforte
- Gary Wright: tastiere
- Billy Preston: organo, sintetizzatore
- Alvin Taylor: batteria[8][27]